# 库车站
库车站（维吾尔语：كۇچا ۋوگزالى，拉丁维文：Kucha Wogzali），位于中华人民共和国新疆维吾尔自治区阿克苏地区库车市，是南疆铁路上的火车站，建于1998年，由乌鲁木齐铁路局阿克苏车务段管辖。

## 車站周邊
- 库车县盐务局
- 华清学校

## 歷史
- 建于1998年。

## 外部連結
- 中国铁路客户服务中心 （页面存档备份，存于）